# Pawłowo (gromada w powiecie chojnickim)
Pawłowo – dawna gromada, czyli najmniejsza jednostka podziału terytorialnego Polskiej Rzeczypospolitej Ludowej w latach 1954–1972.
Gromady, z gromadzkimi radami narodowymi (GRN) jako organami władzy najniższego stopnia na wsi, funkcjonowały od reformy reorganizującej administrację wiejską przeprowadzonej jesienią 1954 do momentu ich zniesienia z dniem 1 stycznia 1973, tym samym wypierając organizację gminną w latach 1954–1972.
Gromadę Pawłowo z siedzibą GRN w Pawłowie utworzono – jako jedną z 8759 gromad na obszarze Polski – w powiecie chojnickim w woj. bydgoskim, na mocy uchwały nr 24/5 WRN w Bydgoszczy z dnia 5 października 1954. W skład jednostki weszły obszary dotychczasowych gromad Pawłowo, Granowo i Pawłówko ze zniesionej gminy Chojnice w tymże powiecie. Dla gromady ustalono 23 członków gromadzkiej rady narodowej.
31 grudnia 1959 z gromady Pawłowo wyłączono wsie Granowo i Racławki, włączając je do gromady Silno w tymże powiecie, po czym gromadę Pawłowo zniesiono, włączając jej (pozostały) obszar do gromady Charzykowy w tymże powiecie.